# Lu Xuechang
Lu Xuechang (chino simplificado: 路 学长, chino tradicional: 路 學長) (25 de junio de 1964 - 20 de febrero de 2014) fue un director de cine chino sexta generación. Uno de una nueva generación de cineastas talentosos, Lu. dirigido cuatro películas, iniciando su debut con The Making of Steel en 1997.
Como muchos de sus compañeros hoy en día, los críticos han visto elementos de cineastas extranjeros en la obra de Lu con el propio Lu reclamando en que se debe disfrutar del cine italiano (aunque no llega a nombrar influencias específicas). También en consonancia con sus compañeros, Lu tuvo su cuota de encontronazos con la censura. The Making of Steel, por ejemplo, se recortó seis veces antes de que permitieran que se proyectará.

## Filmografía
| Año  | Título en inglés    | Título en chino | Notas                              |
| ---- | ------------------- | --------------- | ---------------------------------- |
| 1997 | The Making of Steel | 长大成人        |                                    |
| 2000 | A Lingering Face    | 非常夏日        |                                    |
| 2003 | Cala, My Dog!       | 卡拉是条狗      |                                    |
| 2006 | Lease Wife          | 租期            | También conocido como The Contract |
| 2008 | Under One Roof      | 两个人的房间    |                                    |